# Nino Kouter
Nino Kouter, slovenski nogometaš, * 19. december 1993, Murska Sobota.
Kouter je profesionalni nogometaš, ki igra na položaju obrambnega vezista. Od leta 2025 je član slovenskega kluba Mura in od leta 2021 tudi slovenske reprezentance. Pred tem je igral za slovenske klube Mura 05, Čarda, Zavrč, Veržej in Celja, avstrijski Bad Radkersburg in turško Maniso. Skupno je v prvi slovenski ligi odigral več kot 200 tekem. Z Muro je osvojil naslov državnega prvaka v sezoni 2020/21 in slovenski pokal leta 2020. Bil je tudi član slovenske reprezentance do 19 let. 